# 불빛
《불빛》(Firelight)은 1964년 미국에서 제작된 영화로서, 스티븐 스필버그 감독이 17세에 감독한 영화이다. 이 영화의 제작비는 500 달러였다.

## 개봉
《불빛》은 1964년 3월 24일 애리조나주 피닉스의 피닉스 리틀 시어터라는 이름의 스필버그의 지역 영화관에서 초연되었다.

## 출연
- Clark Lohr - 하워드 리처드(Howard Richards) 역
- Carolyn Owen - 리사의 어머니 역
- Robert Robyn - Tony Karcher 역
- Nancy Spielberg - 리사 역
- Beth Weber - 데비 역
- Margaret Peyou - 헬렌 리처드(Helen Richards) 역
- Warner Marshall - 병사 역
- Dede Pisani - 애인 역
- Tina Lanser - 하녀(Maid) 역
- Chuck Case - 10대 소년 역